# Gokhivare
Gokhivare è una suddivisione dell'India, classificata come census town, di 19.772 abitanti, situata nel distretto di Thane, nello stato federato del Maharashtra. In base al numero di abitanti la città rientra nella classe IV (da 10.000 a 19.999 persone).

## Geografia fisica
La città è situata a 19° 24' 45 N e 72° 50' 40 E.

## Società

### Evoluzione demografica
Al censimento del 2001 la popolazione di Gokhivare assommava a 19.772 persone, delle quali 11.264 maschi e 8.508 femmine. I bambini di età inferiore o uguale ai sei anni assommavano a 3.442, dei quali 1.813 maschi e 1.629 femmine. Infine, coloro che erano in grado di saper almeno leggere e scrivere erano 12.714, dei quali 8.225 maschi e 4.489 femmine.